# 节奏地牢
《节奏地牢》是加拿大开发商Brace Yourself Games发布的独立游戏，2014年即开始早期测试階段，2015年4月正式发售，主设计师为雷恩·克拉克（Ryan Clark）。游戏采用Roguelike迷宫探索游戏的基础元素，并融入对应节拍的节奏游戏。
游戏获得正面评价，在Metacritic的汇总得分为87/100。
一款由本作與《薩爾達傳說系列》跨界合作的衍生作品《凱登絲勇闖海拉魯：死靈舞師地牢 薩爾達傳說 合作鉅獻》於2019年6月推出，在任天堂Switch平台發售。2025年，衍生音乐游戏《Rift of the NecroDancer》发售。

## 劇情簡介
- 英文原版

|  | They told me I was too young. They told me I needed more training. I told them to drop dead! How ironic. I don't know how I survived that fall, something strange must have happened. My pulse is beating like a drum but my blood is running cold. I'm not sure what's going on but I came here with a question, and I'm gonna find the answer if it kills me. |

- 中文翻譯版

|  | 「他們說我還太年幼；他們說我還須多加訓練。我管他們去死！（主角墜落）超諷刺的。我不知道我是怎麼活過那場墜落，肯定有有什麼詭異的事情發生。我的脈搏如鼓般 亢奮的敲擊；但我的血正慢慢冷去。我帶著一個問題前來，並在我心跳停止前找到答案。」 ----凱登絲；遊戲開始片頭 |

凱登絲（Cadence）為了尋找已經失聯兩年的父親，不顧叔父的勸阻孤身前往他所在的地點----墓園。當她挖地到一半時，突如其來的異變使她摔入地牢深淵、重創後腦險死。此時死靈舞師（Necrodancer）前來取走她的心臟，她也因此受到詛咒。在昏厥一陣後，她爬了起來，展開了如史詩般的冒險。

## 角色

### 主要角色
凱登絲（Cadence）: 本作主角，金髮少女。名字有旋律之意。
多利安（Dorian）: 凱登絲的父親，梅勒蒂的丈夫。兩年前為了尋找某樣東西進入地牢，此後失蹤。
伊萊（Eli）: 凱登絲的叔父，和瘦弱的多利安相比壯碩許多，右臂裝有鏟子型義肢。
梅勒蒂（Melody）: 凱登絲的母親，在故事開始前幾年便因詛咒死去。名字同樣有旋律之意。
阿莉亞（Aria）: 梅勒蒂的母親、凱登絲的祖母。名字有詠嘆調之意。

### 其他角色
巴德（Bard）: 相當不得志的吟遊詩人，有著地中海型禿頭。唯一不受到節拍約制的角色（相對的，敵人和你移動的節奏相同）。

### 魔王
死靈舞師奧托維恩（Octavian the Necrodancer）: 

#### 小魔王
死亡金屬（Death Metal）: 
康加猩皇（King Conga）: 名稱由King Kong和Conga兩個詞組成。
深沉藍調（Deep Blues）: 以西洋棋棋盤構成的舞台，敵人的移動規則和原來西洋棋一樣；不過速度變為以拍計算。曲風為藍調。
- 名稱有可能是捏超級電腦深藍。

珊瑚樂團（Coral Riff）: Riff有持續往復小段之意。